# جان کاکینگ
جان کاکینگ (انگلیسی: John Cocking؛ زادهٔ ۱۳ مهٔ ۱۹۴۴) بازیکن فوتبال اهل بریتانیا است.